# Michael Diamond

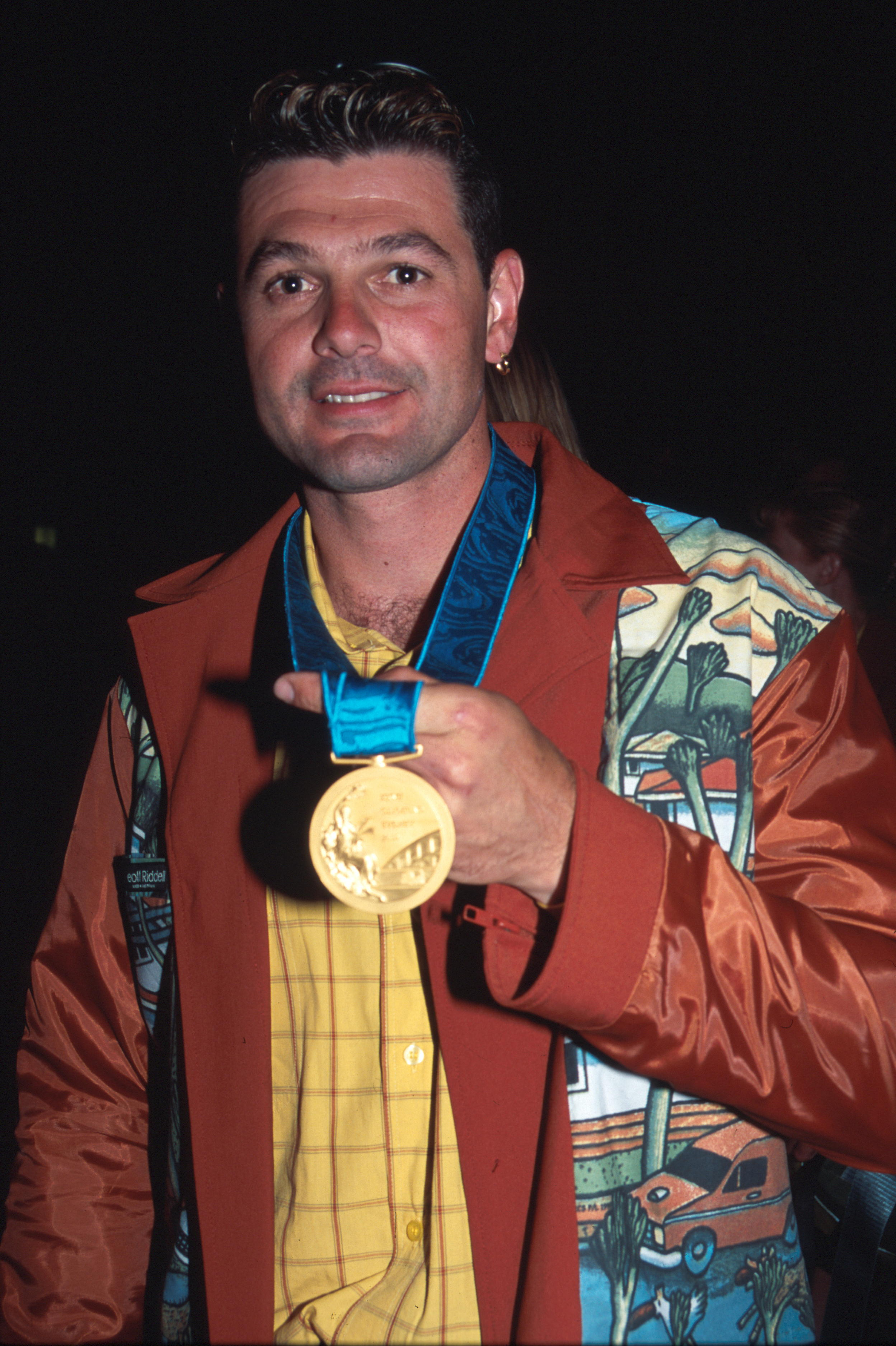
Michael Diamond em Sydney

Michael Constantine Diamond (Sydney, 20 de maio de 1972) é um atirador olímpico australiano, bicampeão olímpico.

## Carreira
Michael Diamond representou a Austrália nas Olimpíadas de 1996 a 2012. Conquistou a medalha de ouro na Fossa olímpica em 1996 e 2000.